# Gare de Thann-Saint-Jacques
La gare de Thann-Saint-Jacques est une gare ferroviaire française de la ligne de Lutterbach à Kruth située sur le territoire de la commune de Thann dans le département du Haut-Rhin, en région Grand Est.
C'est une gare de la SNCF desservie par des trains TER Grand Est. Elle a été créée entre 1978 et 1985 sous le nom de Thann-Nord, nom remplacé en décembre 2010 par le nom actuel. Depuis le 12 décembre 2010, elle est le terminus provisoire des rames du tram-train Mulhouse Vallée de la Thur.

## Situation ferroviaire
Établie à 345 m d'altitude, la gare de Thann-Saint-Jacques est située au point kilométrique (PK) 15,530 de la ligne de Lutterbach à Kruth, entre les gares de Thann-Centre et de Bitschwiller. Elle est le terminus de la première phase du tram-train.

## Histoire
Depuis le 12 décembre 2010, à la suite de la mise en service du Tram-train Mulhouse-Vallée de la Thur, la gare est desservie par ce Tram-Train. Autrefois simple Halte ferroviaire, un point d'arrêt non géré (PANG) à entrée libre, l'arrivée du tram-train donne à la gare une nouvelle dimension. Des travaux ont permis de déplacer l'arrêt et d'en faire un point de correspondance entre le tram-train et les TER Alsace qui continuent à desservir normalement la section au-delà de Thann-Saint-Jacques en direction de la vallée (jusqu'à Kruth). Les correspondances se font sur le même quai. De fait, la gare est le terminus de la première phase du tram-train.

## Fréquentation
De 2015 à 2024, selon les estimations de la SNCF, la fréquentation annuelle de la gare s'élève aux nombres indiqués dans le tableau ci-dessous.
| Année                      | 2015    | 2016    | 2017    | 2018    | 2019    | 2020    | 2021    | 2022    | 2023    | 2024    |
| -------------------------- | ------- | ------- | ------- | ------- | ------- | ------- | ------- | ------- | ------- | ------- |
| Voyageurs                  | 159 788 | 156 991 | 160 859 | 152 005 | 153 093 | 161 347 | 161 541 | 165 101 | 216 223 | 240 303 |
| Voyageurs et non voyageurs | 199 735 | 196 238 | 201 073 | 190 006 | 191 367 | 201 684 | 201 926 | 206 377 | 270 279 | 300 378 |

## Service des voyageurs

### Accueil
Avant de devenir une gare, elle était équipée d'automates pour l'achat de titres de transport.

### Desserte
Thann-Saint-Jacques est desservie par des trains TER Grand Est et elle est provisoirement le terminus des rames du Tram-train Mulhouse-Vallée de la Thur.